# Rumen Radew (ur. 1968)
Rumen Radew (bułg. Румен Радев; ur. 4 sierpnia 1968 w Silistrze) – bułgarski ekonomista i menedżer, w latach 2023–2024 minister energetyki.

## Życiorys
Ukończył fizykę na Uniwersytecie Sofijskim im. św. Klemensa z Ochrydy oraz finanse na Uniwersytecie Gospodarki Narodowej i Światowej. Od 2000 zawodowo związany z przedsiębiorstwem Chołding Zagora, w którym objął funkcję dyrektora ekonomicznego. W 2012 został przewodniczącym rady dyrektorów w spółce akcyjnej Asareł-Inwestmynt. Zajął się inwestycjami grupy w branży wydobywczej i energetycznej. Został również wiceprzewodniczącym Stowarzyszenia Kapitału Przemysłowego (AIKB) oraz członkiem rady powierniczej Bułgarskiej Akademii Nauk. Autor publikacji z zakresu polityki klimatycznej i energetycznej.
W czerwcu 2023 objął urząd ministra energetyki w rządzie Nikołaja Denkowa. Stanowisko to zajmował do kwietnia 2024.